# Sąsiedzi (baśń)
Sąsiedzi (duń. Nabofamilierne) – baśń literacka autorstwa Hansa Christiana Andersena, wydana po raz pierwszy w Kopenhadze w 1847 roku.

## Publikacja
Andersenowska baśń literacka o Sąsiadach została po raz pierwszy opublikowana 6 kwietnia 1847 roku w Kopenhadze przez wydawnictwo C.A. Reitzel w antologii Nowe baśnie. Tom drugi. Kolekcja pierwsza. 1847 (duń. Nye Eventyr. Andet Bind. Første Samling. 1847). Andersen dedykował tom matce poety Johana Ludviga Heiberga Thomasine Gyllembourg. W katalogu dzieł Andersena autorstwa B.F. Nielsena baśń Sąsiedzi opatrzona jest numerem 518. Utwór został wznowiony za życia pisarza w 1849 oraz 1863 roku.
W baśni Andersen oddał hołd duńskiemu rzeźbiarzowi Bertelowi Thorvaldsenowi. Mowa jest o jego grobie i Muzeum Thorvaldsena znajdujących się w Kopenhadze.

## Polskie przekłady
Baśń została przetłumaczona na język polski:
- 1901 – Sąsiedzi: Maria Glotz (tłum.): Nowe powieści czarodziejskie  Andersena. T. 2. Warszawa. Brak numerów stron w książce
- 1931 – Rodziny z sąsiedztwa: Stefania Beylin (tłum.): Baśnie. Warszawa. Brak numerów stron w książce (w wydaniu z 1956 Sąsiedzi)
- 1938 – Starzy sąsiedzi: Adam Przemski (tłum.): Bajki. Kraków. Brak numerów stron w książce
- 2006 – Sąsiedzi: Bogusława Sochańska (tłum.): Baśnie i opowieści. Tom I 1830–1850. Poznań. s. 390–398. ISBN 978-83-7278-194-9. (z oryginału duńskiego)

## Fabuła
Streszczenia dokonano na podstawie wersji duńskiej.
Wydaje się, że coś się dzieje w stawie, ale w rzeczywistości nic się nie dzieje. Wszystkie kaczki nagle wychodzą na brzeg, zostawiając ślady łap w błocie i krzycząc głośno. Woda zaczyna się poruszać, chociaż wcześniej była gładka jak lustro i odbijała obraz otoczenia. Gdy woda się burzy, odbicie znika. Po chwili znów zapada cisza, a powierzchnia staje się płaska. W odbiciu widać dom z gniazdem jaskółek i krzew róży, którego każdy kwiat odbija się w wodzie.
Róże cieszą się z życia i chcą pocałować słońce oraz swoje odbicia w wodzie. Zauważają również małe ptaszki w gnieździe i uznają je za dobrych sąsiadów. Ptaszyny to wróble, które zajęły opuszczone gniazdo jaskółek. Wróbla matka krytykuje róże za próżność i cieszy się, że pióra są ładniejsze i cieplejsze niż ich płatki. Róże cieszą się śpiewem małych ptaków i uważają ich za wesołych sąsiadów.
Nadjeżdżają konie, a chłopiec na jednym z nich zrywa różę i wkłada ją do kapelusza. Róże zastanawiają się, dokąd pojechała ich siostra, ale nikt tego nie wie. Jedna róża mówi, że chciałaby poznać świat, ale chwali też piękno życia w ogrodzie. Róże mylą gwiazdy z dziurami na niebie, bo nie znają prawdy.
Matka wróbli narzeka na róże, mówiąc, że są tylko do oglądania i wąchania. Opowiada, że róże co roku więdną i pali się je dla zapachu. Nocą słowik śpiewa różom o pięknie, które jest jak promień słońca i trwa wiecznie. Róże są szczęśliwe, ale myślą, że słowik śpiewa o sobie, nie o nich. W domu wiejskim młode małżeństwo dekoruje stół różami i wspólnie cieszy się niedzielnym porankiem.
Wróblica wpada w pułapkę z końskiego włosia, zastawioną przez chłopców. Chłopcy brutalnie chwytają ptaka i nie pozwalają mu uciec, bijąc go, gdy krzyczy. Mydlarz postanawia „upiększyć” ptaka, smaruje białkiem jajka, obkleja złotkami i dokleja jej czerwony grzebień. Przerażona wróblica zostaje wypuszczona i wylatuje w słońce, błyszcząc niczym złoty ptak. Inne ptaki, nawet kruk, są zaskoczone jej wyglądem i lecą za nią. Wróblica w panice wraca do gniazda, ale własne pisklęta jej nie rozpoznają i atakują. Wróblicę biją też inne ptaki, zrywają jej pióra, aż w końcu spada martwa w różany żywopłot. Róże litują się nad nią i próbują ją ukryć w swoich kwiatach. Ptak pada martwy.
Pisklęta nie rozumieją, gdzie zniknęła matka, kłócą się o gniazdo i w końcu wypychają się nawzajem. Jeden z wróbelków zostaje w gnieździe, ale nocą dom się pali i ptak ginie. Rankiem po pożarze malarz szkicuje spalone szczątki domu i piękny, nietknięty różany krzew. Trzy wróbelki, które przeżyły, rozpoznają się po okrzyku „pip” i trzykrotnym podrapaniu lewą nogą, żyjąc dalej wśród gołębi, krytykując je po cichu.
Kilka wróbli wlatuje do muzealnego salonu. Przed nimi znajdują się róże i zrujnowany komin, ale to tylko malowidło. Wróble zdają sobie sprawę, że patrzą na obraz i są rozczarowane. Mijają lata, ptaki się starzeją, rozmnażają i rozpoznają się po charakterystycznym „pip” i trzech drapnięciach.
Stara wróblica leci do Kopenhagi, by jeszcze raz zobaczyć coś nowego. Podziwia Muzeum Thorvaldsena z marmurowymi rzeźbami. Zachwycona ląduje w ogrodzie z różanym krzewem na grobie. Spotyka znajome wróble i razem wspominają dawne czasy. Ludzie z całego świata odwiedzają grób Bertela Thorvaldsena, zbierając opadłe płatki róż. Róże okazują się być dawnymi sąsiadkami wróbli, teraz ozdabiają grób jako symbol piękna i pamięci.

## Galeria

Ilustracje baśni Sąsiedzi
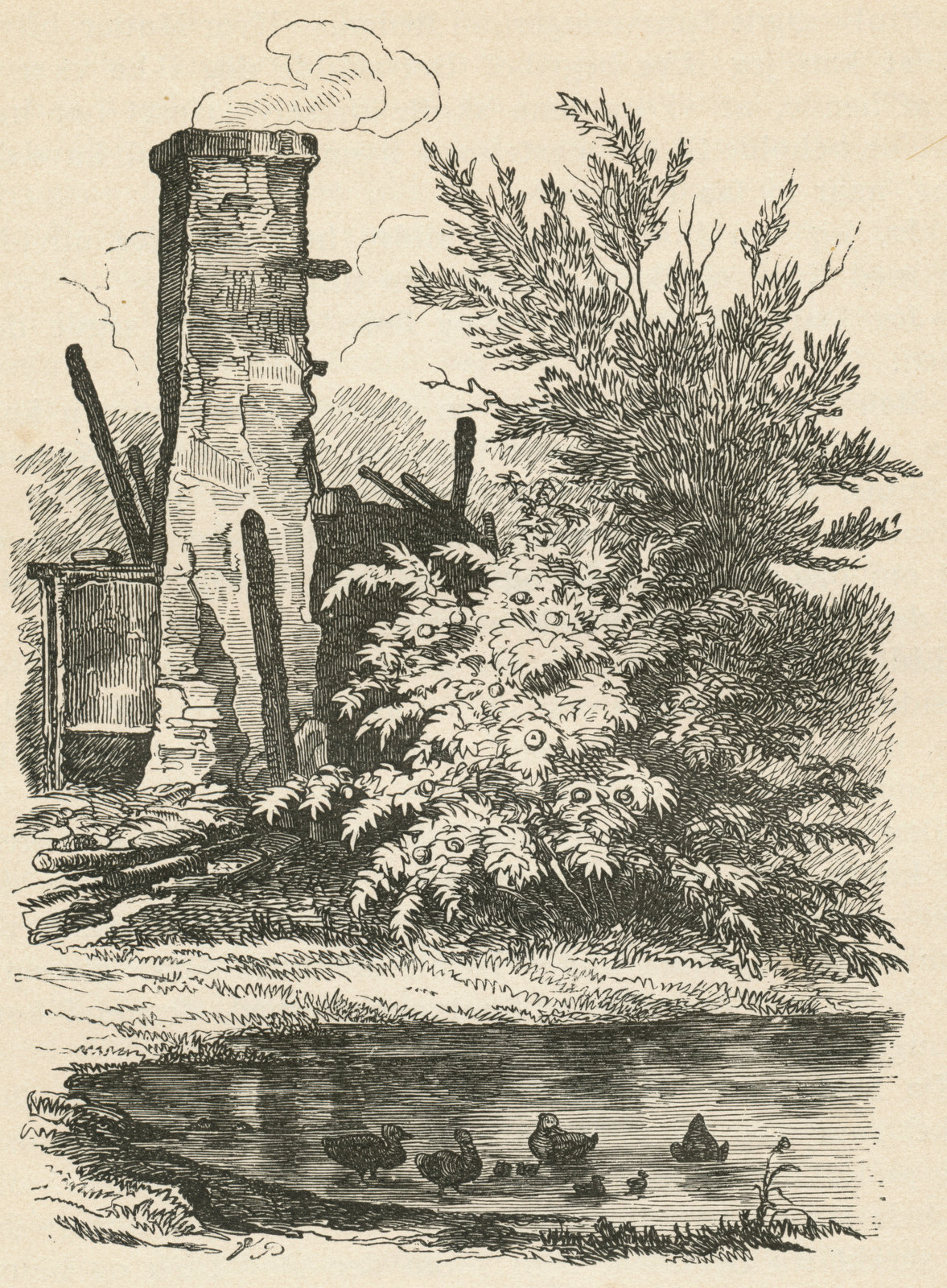
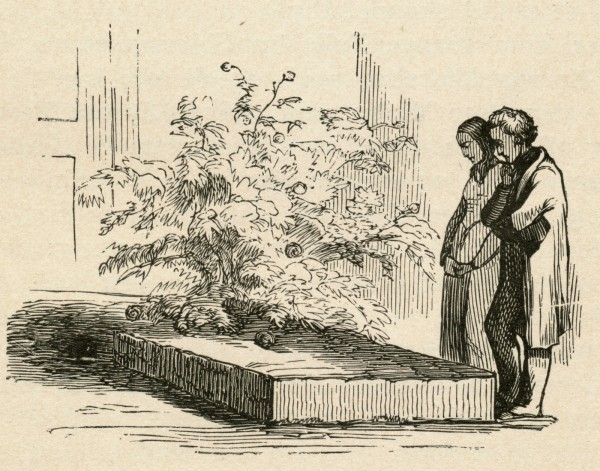